# 367693 Montmagastrell
367693 Montmagastrell este o planetă minoră (asteroid) din centura de asteroizi. A fost descoperită pe 13 septembrie 2010 la  de Observatori de Santa Maria de Montmagastrell⁠(d). 
Obiectul prezintă o orbită caracterizată de o semiaxă mare de 2,3365100126818 UAi, o excentricitate de 0,08, o înclinație de 6,4 ° în raport cu ecliptica.